# VL61型电力机车
VL61型电力机车（俄语：ВЛ61），原称NO型电力机车，是苏联铁路的第一代交—直流电传动电力机车，适用于供电制式为20／25千伏工频单相交流电的电气化铁路，由诺沃切尔卡斯克电力机车厂设计制造，1954年至1957年间共生产了12台。在VL61型电力机车基础上经过大量试验和改进后，于1957年正式定型为VL60型电力机车，并投入批量生产。
1964年，VL61型电力机车改造为双电流制的VL61D型电力机车（俄语：НО），部署于北高加索铁路局管内的矿水城站——基斯洛沃茨克站区间线路。

## 技术特点
VL61型电力机车是干线客货运通用的六轴交流电力机车。机车采用非承载式车体，车体各项载荷全部由底架承担，车体侧墙和顶盖不参与承载。诺沃切尔卡斯克电力机车厂为其设计了全新的车体结构，放弃了VL19、VL22型电力机车以往所采用的两端露天通过台设计，机车的两端各有一个司机室，设有大面积的玻璃前窗。机车走行部为两台三轴转向架。两台转向架之间设有弹性齿轮联接装置，以提高机车的小半径曲线通过性能。
VL61型电力机车是交—直流电传动的交流电力机车。接触网上的高压单相交流电通过受电弓、主断路器引入机车，电能经牵引变压器降压，通过引燃管整流器整流后，供给两台转向架上分两组并联连接的六台直流牵引电动机，从而使牵引电动机产生转矩并驱动轮对。
机车中部安装一台ОЦР-2400/20型牵引变压器，是莫斯科变压器制造厂生产的单相变压器，采用油循环冷却系统，额定容量为2400千伏安，输入电压为20千伏。牵引变压器有三个次边绕组，包括两个向整流器供电的牵引绕组，输出电压为2×2150伏；另外一个是向辅助电路供电的辅助绕组，输出电压为380伏。变压器的重量为6500公斤，其中冷却油占1675公斤。引燃管整流器由全苏列宁电工技术研究院研制，引燃管元件的额定电流为200安培（小时制），最大反向电压为5200伏，采用水循环冷却。机车采用ДПЭ-400П型直流串励电动机，是在VL19M、VL22型电力机车所使用的ДПЭ-400Б型牵引电动机基础上改良而成，额定电压为1650伏，小时功率为425千瓦，持续功率为335千瓦。
VL61型电力机车采用变压器低压侧调压开关进行调速控制，通过改变牵引变压器次边低压绕组抽头的接法来调节牵引电动机的端电压，从而实现机车的速度调节。和高压侧调压方法相比，低压侧调压无需在牵引变压器设置调压绕组，因此大大减轻了其重量。为了减少次边牵引绕组的抽头数量和增加调压级数，调压电路设有绕组转换开关，调压开关采用电空接触器控制。机车设有33级调压级，其中9级为经济运行位。除此之外，还可以对牵引电动机实施一级磁场削弱（50%），作为恒功区的辅助调速手段。

## 保存
只有两台VL61D型电力机车被保存：
- VL61D-005号机车：1980年退役后，送往位于莫斯科州卡希拉市的莫斯科铁路局奥热列利耶调车机务段（俄语：Ожерелье-Сортировочное (локомотивное депо)），改号为N-O-001号，以纪念碑的形式静态展示。
- VL61D-012号机车：1980年退役后，送往位于克拉斯诺达尔边疆区图阿普谢市的北高加索铁路局图阿普谢机务段，充当VL8型电力机车模拟驾驶器。21世纪初图阿普谢机务段不再配属VL8型电力机车后，VL61D-012号机车于2003年被送至位于罗斯托夫州顿河畔罗斯托夫市的北高加索铁路博物馆（俄语：Музей Северо-Кавказской железной дороги）静态展示。

## 参看
- VL22型电力机车
- VL60型电力机车